# マールカンデーヤ・プラーナ
マールカンデーヤ・プラーナ（サンスクリット: मार्कण्डेय पुराण Mārkaṇḍeya Purāṇa）は、インドの聖典、18大プラーナの1つ。この名は叙事詩『マハーバーラタ』に登場する聖仙マールカンデーヤが、弟子のクラウシュトゥキに天地創造、マヌの劫期、系譜などを語っていることに由来する。成立は6-8世紀頃。
『マハーバーラタ』を補足説明した部分では、ヴィヤーサ仙（『マハーバーラタ』の著者）の弟子ジャイミニが叙事詩についてもっとよく知るためにマールカンデーヤを訪れて質問をする。この部分はインドラ神が犯した3つの罪（ヴィシュヴァルーパの殺害、ヴリトラの友情を裏切る、アハリヤーとの姦通）についての言及で知られる。この罪によってインドラから神としての威光、力強さ、優美さの3つの徳が失われ、それぞれダルマ、ヴァーユ、アシュヴィン双神の中に入り、さらにそれはパーンドゥの妃たちを通してパーンダヴァに受け継がれたという。この説明はきわめて三機能的であり、成立が後代であるにもかかわらず『マハーバーラタ』より古い形態を残すとして比較神話学からも重視される。
第81章から第93章は、シヴァ神の神妃ドゥルガーの物語についてまとめられ、女神ドゥルガーによるアスラ王マヒシャの殺害などが述べられている。この部分は『デーヴィー・マーハートミャ』として独立し、女神（デーヴィー）崇拝の根本聖典となっている。比較的後代の挿入とされる。
また他にもハリシュチャンドラ王、ヴィヴァシュチット王、アナスーヤなどの伝説を含んでいる。